# Hesham Shaban
Hesham Shaban (tiếng Ả Rập: هشام شعبان) (sinh ngày 8 tháng 8 năm 1980) là một hậu vệ bóng đá người Libya hiện tại thi đấu cho Al-Ittihad. Shaban từng là thành viên của Đội tuyển bóng đá quốc gia Libya. Năm 2008, Shaban có 5 lần ra sân cho đội tuyển quốc gia Libya ở Vòng loại giải vô địch bóng đá thế giới 2010, ghi bàn trong chiến thắng 4–0 trước Lesotho. Anh thi đấu ở Cúp bóng đá châu Phi 2009 và ghi bàn cho đội thắng cuộc trong trận chung kết Cúp bóng đá Libya 2008–09.